# Ralf Bargou
Ralf Christian Bargou (* 2. August 1961 in Sigmaringen) ist ein deutscher Hämatologe und Onkologe und Professor an der Julius-Maximilians-Universität Würzburg.

## Leben
Bargou studierte von 1982 bis 1988 Biologie an der Ruprecht-Karls-Universität Heidelberg und erwarb das Diplom in den Schwerpunktfächern Biochemie, Genetik und organische Chemie. 1987 nahm er zusätzlich ebenfalls in Heidelberg ein Studium der Humanmedizin auf, das er 1992 mit dem Staatsexamen abschloss. 1993 promovierte er zum Thema „Das Synaptophysin-Gen von Ratte und Mensch wird spezifisch in neuroendokrinen Zellen transkribiert“. Nach einer kurzen Zeit als wissenschaftlicher Mitarbeiter am Max-Delbrück-Centrum für Molekulare Medizin in Berlin übernahm er dort die Leitung einer Arbeitsgruppe und war parallel als Assistenzarzt an der Charité der Humboldt-Universität zu Berlin tätig. 2001 habilitierte Bargou zum Thema „Die Bedeutung von Apoptoseresistenzmechanismen für die Pathogenese und Therapie maligner Lymphome“ und wurde im selben Jahr zum Oberarzt an der Charité ernannt.
Von 2005 bis 2011 leitete Bargou den Schwerpunkt Hämatologie und Internistische Onkologie am Universitätsklinikum Würzburg und erhielt dort ein Jahr später den Ruf auf die W2-Professur Hämatologie und Onkologie. Seit 2011 ist Bargou W3-Professor und Lehrstuhlinhaber für Translationale Onkologie und Direktor des Comprehensive Cancer Center Mainfranken am Universitätsklinikum Würzburg. Des Weiteren ist der Sprecher des dortigen Onkologischen Zentrums und leitet die Interdisziplinäre Early Clinical Trial Unit.

## Wirken
Bargou leitet mehrere klinische Studien im Bereich der Onkologie als Principal Investigator und steht unter anderem einem Teilbereich von „Transregio 17“, einem Projekt der Deutschen Forschungsgemeinschaft, vor. Ein wesentlicher Forschungsschwerpunkt liegt im Bereich der Immun-Onkologie und der Entwicklung sogenannter BiTE-Antikörper. So war Bargou war entscheidend an der Entwicklung des bispezifischen Antikörpers Blinatumomab beteiligt, wofür er 2009 mit dem Paul-Martini-Preis und 2016 mit dem Investor of the Year Award ausgezeichnet wurde. Ein weiterer wesentlicher Beitrag von Bargou liegt im Bereich der Entwicklung zielgerichteter Therapien der molekularen Resterkrankung bei der akuten lymphatischen Leukämie.